# Lauren Harris
Pour les articles homonymes, voir Harris.
 (février 2023).
Lauren Harris, née le 6 juillet 1984 dans le comté d'Essex (Angleterre), est une chanteuse britannique de rock. 

## Biographie
(février 2023).
Lauren Harris, fille de Steve Harris, le bassiste et leader du groupe de heavy metal Iron Maiden, est née le 6 juillet 1984, l'année de sortie de Powerslave, album de la tournée World Slavery Tour (1984-1985). Elle est la fille de Lorraine, épousée par Steve le 29 décembre 1983 (et dont il divorce en 1993).
À cinq ans, elle apparaît dans le clip Holy Smoke, où elle joue avec la basse de son père.
Devenue adulte, elle chante dans les bars à Londres. Elle est remarquée par Russ Ballard, auteur-compositeur-interprète anglais qui lui propose de faire des essais en studio. Il lui présente Tom Mc Williams, un producteur américain, qui vient de créer sa société de management pour les jeunes artistes.
Un groupe se forme autour d'elle en juin 2005, nommé tout naturellement Lauren Harris. Il est composé de Lauren au chant, Tom Mc Williams à la batterie, Richie Faulkner à la guitare et Miguel Gonzales à la basse, remplacé plus tard par Randy Gregg. Il fait ses premiers pas sur scène, dans les bars londoniens mais aussi à Miami où il enregistre ses premières compositions.
Le groupe se produit beaucoup sur scène. Après quatre dates à Londres auxquelles Steve Harris participe, le groupe enchaîne en 2006 et 2007 les dates en première partie sur différentes tournées comme celle d'Alice Cooper, d'Iron Maiden, de Within Temptation et de Thunder. Durant cette période, le groupe  participe à de nombreux festivals tels que Download Festival (Donington), Heineken Jammin' Festival (Venise), Bilbao Live Festival, Fields of Rock (Nimègue), BBK Live Festival (Bilbao), Graspop Metal Meeting (Dessel) le Desert Rock Festival (Dubaï) et Heavy Mtl (Montréal).
En 2008, le groupe signe chez Demolition Records. Il sort son premier album,  Calm Before the Storm qui regroupe diverses compositions enregistrées ces dernières années, dont une reprise de UFO, Natural Thing. Steve Harris y joue de la basse, participe aux backings vocals sur trois titres et a mis à disposition son propre studio pour que le groupe puisse y enregistrer ses dernières compositions. Il sortira en Europe le 23 juin 2008. Parallèlement à la sortie de cet album, le groupe assure la première partie d'Iron Maiden, sur leur tournée Somewhere Back in Time World Tour 2008.

## Discographie
- 2008 : Calm Before the Storm